# 香港時間
香港時間（ほんこんじかん、中国語: 香港時間、英語: Hong Kong Time、HKT）は香港で使用されている標準時。通年でUTC+8を採用している。香港天文台が香港時間の公式な計時機関となっている。

## 時間の基準
香港時間は、香港の法律の解釈及び一般条項（Cap 1）で定義されている。条例第67条第2項において次のように定義されている。
“香港時間”とは、香港全域で汎用的に使用されている時間を意味し、協定世界時より8時間若しくは、立法評議会が当項に基づく決議により規定することができるその他の時間若しくは石油保全法の第16項（Cap 264）によって定められた時間進めたものである。
現在、香港時間はUTC+8と定義されている。上記の石油保全法第67条第2項は、実際には石油の節約、すなわち夏時間実施の目的で香港時間を変更するために香港立法委員会に与えられる権限である。しかし、1979年以来夏時間は実施されていない。
香港時間は、最初は1885年1月1日13:00に香港王立天文台によって設定された地方平均時（GMT+7:36:41）であった。1904年、グリニッジ標準時が香港時間の基準として採用され、グリニッジ標準時を8時間進めた時間として設定された。
現在の協定世界時のシステムは、1972年1月1日に正式な基準として採択された。しかし、法的には香港返還後の1998年までグリニッジ標準時に基づいていた。

## 計時

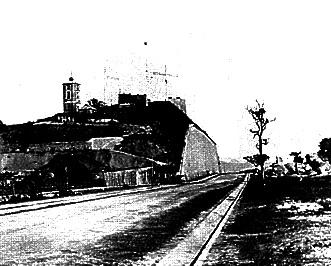
報時球が置かれた訊号山（1908年）

1885年から、香港時間は香港王立天文台において6インチの赤道儀式架台と3インチの子午環を用いた天文観測によって規定された。ビクトリア・ハーバーから見える水上警察本部の正面にある正確なマストから毎日13時に直径6フィートの報時球を落とすことによって、一般市民、特に水夫に向けて発表された。1908年1月には、報時球は訊号山に再配置され、視認性が向上した。1922年のラジオ放送の開始とラジオ香港の開局によって、報時球の重要性は減少した。報時球は1933年6月30日に廃止された。

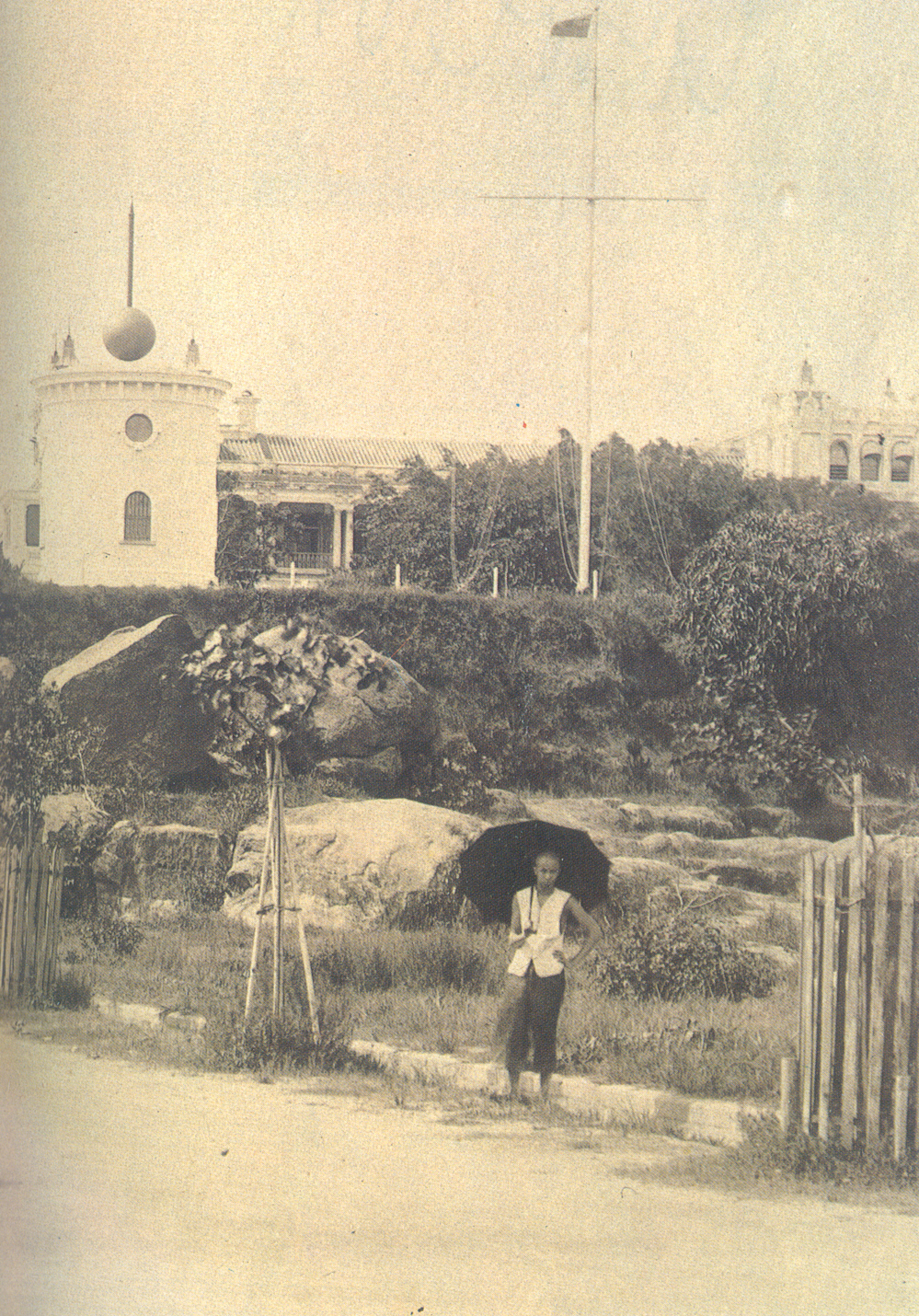
九龍 尖沙咀の水上警察本部の正面にある報時球（1908年）

第二次世界大戦中に赤道儀式架台と子午環は失われた。戦後、振り子時計が設置され、他の計時施設からの電波信号によって調整されるようになった。計時精度は、数秒の公差から1/5秒の誤差に徐々に向上した。
1966年、香港王立天文台の振り子時計は、水晶振動子の計時システムに置き換えられた。同年、香港王立天文台は95MHzの6点時報で直接放送を開始した。これは1989年9月16日まで続いた。
1980年、香港王立天文台はセシウム・ビーム原子時計に基づく計時システムを導入した。このシステムは、公差を1ミリ秒未満にまで狭めた。この時計の周波数基準は、日本の情報通信研究機構が使用している一次標準に基づいている。1994年、原子時計は新しいモデルに置き換えられた。
現在の香港時間は天文台のネットワークタイムサーバーから取得することができる。

## 夏時間
香港は1941年に夏時間の法令を採択した。しかし、その制度は不評で、1979年以降になくなった。

## IANAのTime Zone Database
IANAのTime Zone Databaseには、香港の標準時が1つ含まれている。
| 国コード | 座標        | 時間帯ID       | 注釈 | 協定世界時との差 | 夏時間 | 備考 |
| -------- | ----------- | -------------- | ---- | ---------------- | ------ | ---- |
| HK       | +2217+11409 | Asia/Hong_Kong |      | +08:00           | +08:00 |      |